# Печеньжица
Печеньжица — река в России, протекает в Вологодской области, в Бабушкинском и Тотемском районах. Устье реки находится в 298 км по правому берегу реки Сухона. Длина реки составляет 33 км. В  шести километрах от устья принимает по правому берегу крупнейший приток — Михалицу.
Исток реки расположен в Бабушкинском районе в болотах в 105 км к юго-западу от села имени Бабушкина. Первые километры течёт по Бабушкинскому району, затем втекает на территорию Тотемского. На всём протяжении Печеньжица течёт, петляя по заболоченному лесу, генеральное направление течения сначала — запад, затем северо-запад. Населённых пунктов на реке нет. Крупнейший приток — Михалица. Печеньжица впадает в Сухону тремя километрами ниже устья Печеньги напротив Печеньжицкого острова на Сухоне.

## Данные водного реестра
По данным государственного водного реестра России относится к Двинско-Печорскому бассейновому округу, водохозяйственный участок реки — Северная Двина от начала реки до впадения реки Вычегда, без рек Юг и Сухона (от истока до Кубенского гидроузла), речной подбассейн реки — Сухона. Речной бассейн реки — Северная Двина.
По данным геоинформационной системы водохозяйственного районирования территории РФ, подготовленной Федеральным агентством водных ресурсов:
- Код водного объекта в государственном водном реестре — 03020100312103000007964
- Код по гидрологической изученности (ГИ) — 103000796
- Код бассейна — 03.02.01.003
- Номер тома по ГИ — 03
- Выпуск по ГИ — 0